# Ilja Volkov
Ilja Volkov (Russisch: Илья Волков, Wit-Russisch: Ілля Волкаў) (Minsk, 19 april 2002) is een Wit-Russische zanger. Volkov vertegenwoordigde Wit-Rusland op het Junior Eurovisiesongfestival 2013 met het liedje Poj so Mnoj.  

## Biografie
Volkov werd geboren in Minsk, Wit-Rusland in een familie van muzikanten. Op jonge leeftijd ontdekte zijn ouders dat Volkov een perfect gehoor had. Toen hij zes was begon hij op een kunstacademie. Volkov was eerder beter bekend als danser en won daar verscheidene prijzen in. Ook was hij de achtergronddanser van Egor Zjesjko tijdens het Junior Eurovisiesongfestival 2012 in Amsterdam.

### Junior Eurovisiesongfestival 2013
Op 4 oktober 2013 won Volkov de Wit-Russische voorronde voor het Junior Eurovisiesongfestival met het liedje Poj so Mnoj. Daarna mocht hij Wit-Rusland vertegenwoordigen op het Junior Eurovisiesongfestival 2013 in Kiev, Oekraïne. Hij werd uiteindelijk derde met 108 punten. 
In 2014 presenteerde Volkov de Wit-Russische voorronde voor het Junior Eurovisiesongfestival 2015 samen met Teo. 
2003: Volja Satsoek ·
2004: Jahor Vautsjoek ·
2005: Ksenia Sitnik ·
2006: Andrej Koenets ·
2007: Aleksej Zjigalkovitsj ·
2008: Dasja, Alina & Karina ·
2009: Joeri Demodovitsj ·
2010: Danil Kozlov ·
2011: Lidia Zablotskaja ·
2012: Egor Zjesjko ·
2013: Ilja Volkov ·
2014: Nadezjda Misjakova · 
2015: Roeslan Aslanov · 
2016: Aleksander Minjonok · 
2017: Helena Meraai · 
2018: Daniel Jastremisky · 
2019: Elizaveta Misnikova · 
2020: Arina Pechtereva